# 태진아의 음반 목록
다음은 대한민국의 가수 태진아의 음반 목록이다.

## 대표 앨범
- 1972년 1집 《내 마음 급행열차》
- 1973년 2집 《추억의 푸른 언덕》
- 1975년 3집 《나를 울렸다》
- 1976년 4집 《못잊을건 정》
- 1977년 5집 《잊지는 못할거야》
- 1980년 6집 《보내는 마음》
- 1984년 7집 《경아의 사랑》
- 1988년 8집 《당신도 나같은 사랑을 해봤나요》
- 1988년 9집 《이제는 떠날시간》
- 1989년 10집 《옥경이》
- 1990년 11집 《거울도 안보는 여자》
- 1991년 12집 《선희의 가방》
- 1992년 13집 《노란 손수건》
- 1993년 14집 《사모곡》
- 1994년 15집 《가버린 사랑》
- 1996년 16집 《애인》
- 1998년 17집 《당신의 눈물》
- 2000년 18집 《사랑은 아무나 하나》
- 2001년 19집 《잘났어 정말》
- 2002년 20집 《사랑은 장난이 아니야》
- 2003년 21집 《바보》
- 2004년 22집 《동반자》
- 2005년 23집 《잘살꺼야》
- 2005년 24집 《착한 여자》
- 2006년 25집 《아줌마》
- 2007년 26집 《그저 그렇게》
- 2008년 27집 《자기》
- 2010년 28집 《사랑은 돈보다 좋다》
- 2011년 29집 《일나겠네》 《사랑 했나요》
- 2012년 30집 《사랑은 눈물이라 말하지》
- 2013년 31집 《하안 눈》
- 2014년 32집 《자기야 좋아》
- 2014년 33집 《사랑타령》
- 2015년 34집 여름앨범 《진진자라》
- 2015년 부탁해요, 엄마 OST 《아내에게》
- 2016년 35집 《꽃씨》《자식걱정》《손자손녀》
- 2016년 36집 《인생2막》
- 2017년 37집 《내 아내》
- 2017년 38집 《최고의 사랑》《화이팅 코리아》
- 2018년 39집 《사랑엔 답이 없네요》《사랑 꽃 피워보자》
- 2018년《그게 답이야》
- 2019년 비켜라 운명 OST 《비켜라 운명》
- 2019년 40집 가수왕 태진아 히트곡 모음집 《김선달》
- 2020년 코로나19 이겨냅시다
- 2020년 41집 2020 태진아 고향 가는 기차를 타고
- 2020년 저녁 같이 드실래요 OST Special Track
- 2021년 42집 태진아 데뷔 50주년 기념엘범 공수래 공수거
- 2022년 43집 2022 태진아 오늘도 살아야하니까
- 2023년 44집 2023 테진아 내고향 충청도가 좋다
- 2024년 45집 2024 태진아 당신과 함께 갈거에요
- 2024년 46집 2024 태진아 서울 간 내님
- 2025년 47집 2025 태진아 친구야 술한잔 하자

태진아 일본앨범
- 2000년 일본 듀엣앨범  《パートナー～霧の空港～》
- 2009년 일본 single 1집 《すまない with 花吹雪》
- 2010년 일본 single 2집 《命の華 with 恋人》

태진아 가요 메들리
- 1991년 태진아 가요 메들리

태진아 비정규 앨범
- 1991년 태진아 베스트 옥경이 그대곁에 잠들고 싶어 거울도 안보는 여자 미안 미안해
- 1995년 태진아 힛트곡 모음 사모곡 노란 손수건 옥경이
- 1997년 태진아 베스트 카페 정 미련 상처 당신은 몰라 가버린 사랑 그대곁에 잠들고 싶어 아픈만큼 성숙 해지고
- 1998년 98 태진아 힛트곡 총결산 에인 외로워 마세요 사모곡 옥경이 거울도 안보는 여자
- 2001년 태진아 끝내주는 디스코 매들리 2집 바보 사랑의 이름표
- 2003년 가수왕 태진아 골든 베스트 사랑은 아무나 하나 잘났어 정말 사랑은 장난이 아니야 애인
- 2006년 태진아 끝내주는 디스코 매들리 3집 바보 사랑의 이름표
- 2006년 태진아 끝내주는 디스코 매들리 1집 외로워 마세요 사모곡
- 2007년 국민가수 태진아 힛트곡 모음집 동반자 옥경이
- 2009년 태진아 골든 베스트 외로워 마세요 사모곡 잘났어 정말 러브레터
- 2009년 태진아 골든 바보 사랑의 이름표
- 2013년 태진아 골든 베스트 사랑은 돈보다 좋다 잘났어 정말

## 태진아 마야
사랑은 돈보다 좋다

## 태진아 비
라송(La song)

## 태진아 강남
- 전통시장 M.I.B 강남
- 사람팔자 M.I.B 강남
- 장지기장 M.I.B 강남

## 태진아 가 작곡한 노래
1980년 당신은 새-이쁜이들
1997년 집없는 나그네 
2001년 KAL의 노래
2001년 사랑해요-김기하
2003년 사랑하리 대한민국
2004년 동반자
2005년 자기야-박주희
2005년 여보-이창용
2005년 잘살거야 착한여자
2006년 아줌마 10곡
2007년 그저 그렇게
2008년 자기 가면
2011년 일나겠네
2012년 사랑은 눈물이라 말하지
2012년 행복한 세상 여자의 행복-지원이
2013년 하얀눈
2014년 사랑타령
2015년 자기야 좋아 진진자라
2015년 전통시장-M.I.B 강남
2016년 자식걱정 손자손녀
2018년 사람팔자 장지기장 댁이나 잘하세요 M.I.B 강남

## 같이 보기
- 태진아